# Ukiha, Fukuoka

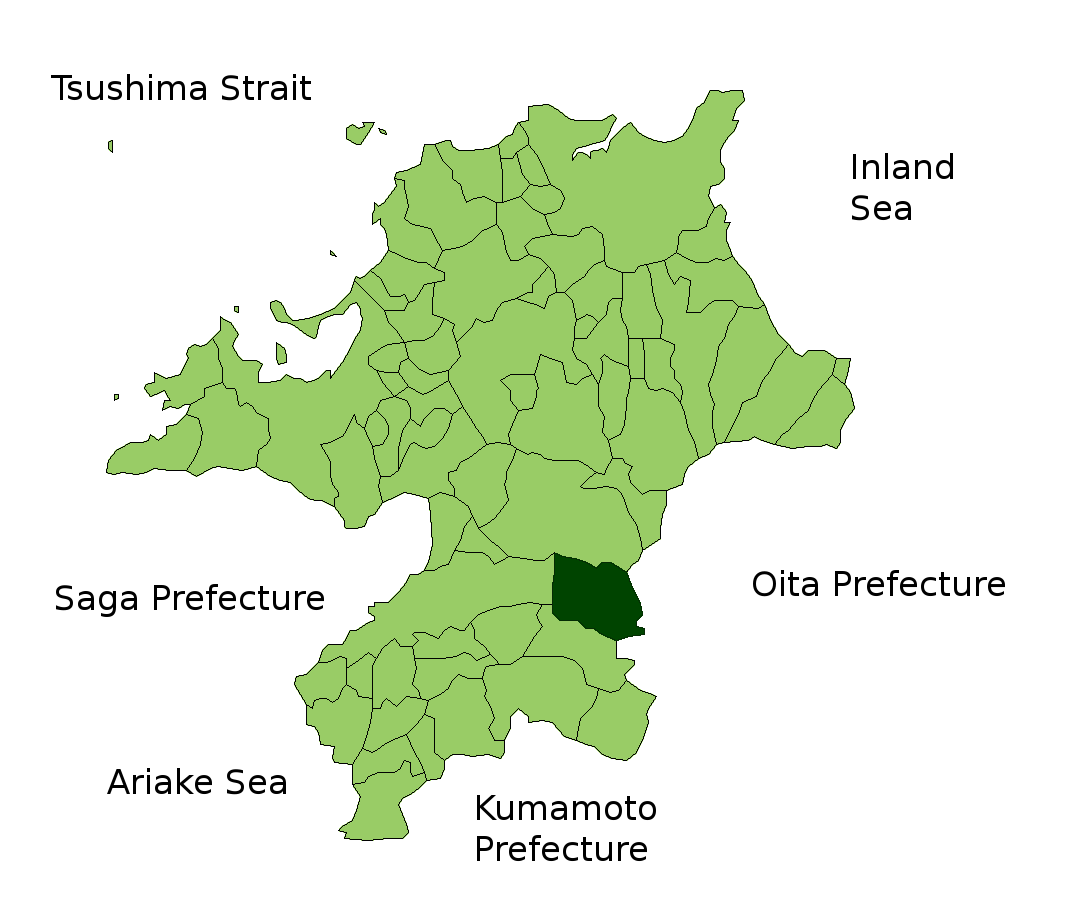
Map showing location of Ukiha in Fukuoka Prefecture (as of 2006).

Ukiha (うきは市 Ukiha-shi) là một thành phố thuộc tỉnh Fukuoka, Nhật Bản. Thành phố được thành lập ngày 20 tháng 3 năm 2005 sau khi sáp nhập với các thị trấn Ukiha (浮羽町 Ukiha-machi), Yoshii, cả hai thuộc huyện Ukiha. Sau khi sáp nhập, dân số thành phố là 33.177 trên diện tích 117.55 km², mật độ là 139 người/km².